# Vuelta a Murcia
Vuelta Ciclista a Murcia er et spansk endagsløb i landevejscykling som arrangeres hvert år i februar. Løbet er blevet arrangeret siden 1981. Løbet er af UCI klassificeret med 1.1 og er en del af UCI Europe Tour. 

## Vindere
| År                                    | Vinder                        | Toer                     | Treer                     |
| ------------------------------------- | ----------------------------- | ------------------------ | ------------------------- |
| Vuelta Ciclista a Murcia-Costa Cálida |                               |                          |                           |
| 1981                                  | Pedro Delgado                 |                          |                           |
| 1982                                  | José Salvador Sanchis         |                          |                           |
| 1983                                  | Francisco Javier Cedena       |                          |                           |
| 1984                                  | Ricardo Martínez Matey        |                          |                           |
| 1985                                  | José Recio                    | Jesús Blanco Villar      | Pedro Delgado             |
| 1986                                  | Miguel Indurain               | Pello Ruiz Cabestany     | Jaime Vilamajó            |
| 1987                                  | Pello Ruiz Cabestany          | Carlos Hernández Bailo   | Mariano Sánchez Martínez  |
| 1988                                  | Carlos Hernández Bailo        | William Palacio          | Antonio Martínez Martínez |
| 1989                                  | Marino Alonso                 | Silvano Contini          | Víctor Gonzalo            |
| 1990                                  | Tom Cordes                    | Santos Hernández         | Eduardo Chozas            |
| 1991                                  | José Luis Villanueva Orihuela | Claudio Chiappucci       | Julián Gorospe            |
| 1992                                  | Álvaro Mejía Castrillón       | Antonio Martín Velasco   | Melcior Mauri             |
| 1993                                  | Carlos Galarreta              | Laudelino Cubino         | Eddy Bouwmans             |
| 1994                                  | Melcior Mauri                 | Aitor Garmendia          | Herminio Díaz Zabala      |
| 1995                                  | Adriano Baffi                 | Erik Breukink            | Maurizio Fondriest        |
| 1996                                  | Melcior Mauri                 | Wladimir Belli           | Rodolfo Massi             |
| 1997                                  | Juan Carlos Domínguez         | Ignacio García Camacho   | Santos González           |
| 1998                                  | Alberto Elli                  | Alekszandr Vinokurov     | Marco Pantani             |
| 1999                                  | Marco Pantani                 | Javier Pascual Rodríguez | Beat Zberg                |
| 2000                                  | David Cañada                  | Javier Pascual Llorente  | José Alberto Martínez     |
| 2001                                  | Aitor González                | Javier Pascual Llorente  | Mikel Zarrabeitia         |
| 2002                                  | Víctor Hugo Peña              | Jan Hruška               | Oscar Camenzind           |
| 2003                                  | Javier Pascual Llorente       | Jan Hruška               | Haimar Zubeldia           |
| 2004                                  | Alejandro Valverde            | José Iván Gutiérrez      | Cadel Evans               |
| 2005                                  | Koldo Gil                     | Antonio Colom            | Damiano Cunego            |
| 2006                                  | José Iván Gutiérrez           | David Bernabéu           | Jan Hruška                |
| 2007                                  | Alejandro Valverde            | Ángel Vicioso            | Manuel Lloret             |
| 2008                                  | Alejandro Valverde            | Stefano Garzelli         | Alberto Contador          |
| Vuelta Ciclista a la Región de Murcia |                               |                          |                           |
| 2009                                  | Denis Mensjov                 | Rubén Plaza              | Pieter Weening            |
| 2010                                  | František Raboň               | Denis Mensjov            | Bradley Wiggins           |
| 2011                                  | Jérôme Coppel                 | Denis Mensjov            | Wout Poels                |
| Vuelta Ciclista a Murcia              |                               |                          |                           |
| 2012                                  | Nairo Quintana                | Jonathan Tiernan-Locke   | Wout Poels                |
| 2013                                  | Daniel Navarro                | Bauke Mollema            | Alejandro Valverde        |
| 2014                                  | Alejandro Valverde            | Tiago Machado            | Davide Rebellin           |
| 2015                                  | Rein Taaramäe                 | Bauke Mollema            | Zdeněk Štybar             |
| 2016                                  | Philippe Gilbert              | Alejandro Valverde       | Ilnur Sakarin             |
| 2017                                  | Alejandro Valverde            | Jhonatan Restrepo        | Patrick Konrad            |
| 2018                                  | Luis León Sánchez             | Alejandro Valverde       | Philippe Gilbert          |
| 2019                                  | Luis León Sánchez             | Alejandro Valverde       | Pello Bilbao              |
| 2020                                  | Xandro Meurisse               | Josef Černý              | Lennard Kämna             |
| 2021                                  | Antonio Jesús Soto            | Ángel Madrazo            | Gonzalo Serrano           |
| 2022                                  | Alessandro Covi               | Matteo Trentin           | Matis Louvel              |
| 2023                                  | Ben Turner                    | Simon Clarke             | Jordi Meeus               |
| 2024                                  | Ben O'Connor                  | Jan Tratnik              | Tim Wellens               |
| 2025                                  | Fabio Christen                | Aurélien Paret-Peintre   | Cristian Scaroni          |